# CESFAM Lirquén
Es un Centro de Salud Familiar perteneciente al Servicio de Salud Talcahuano parte del Hospital Penco-Lirquén acreditado ubicado en la comuna de Penco y al Puerto Lirquén, actualmente atiende una población aproximada 18.000 usuarios y usuarias, con un enfoque en el Modelo de Salud Integral con Enfoque Familiar y Comunitario en la red asistencial del servicio.

## Historia
El Centro de Salud Familiar (CESFAM) Lirquén, con sus raíces históricas que se remontan a su fundación en 1924, emerge como un referente crucial en la prestación de servicios médicos, surgiendo a partir de las postas de atención de salud y primeros auxilios destinadas a los trabajadores y sus familias de las minas de la empresa Carbonífera Lirquén, establecida en 1845 y cerrada en 1945. Este centro de salud, cuya génesis se enmarca en el compromiso con la salud comunitaria, experimentó un hito importante el 5 de agosto de 1952, cuando la posta de atención médica de los trabajadores pasó a ser parte de la Caja de Accidentes del Trabajo, luego a Servicio de Seguro Social, más tarde integrada al Servicio Nacional de Salud (Chile) y posteriormente al Servicio de Salud Talcahuano consolidándose así como un elemento esencial en el cuidado de la salud en la comuna.